# РБ-636АМ2 «Свєт-КУ»

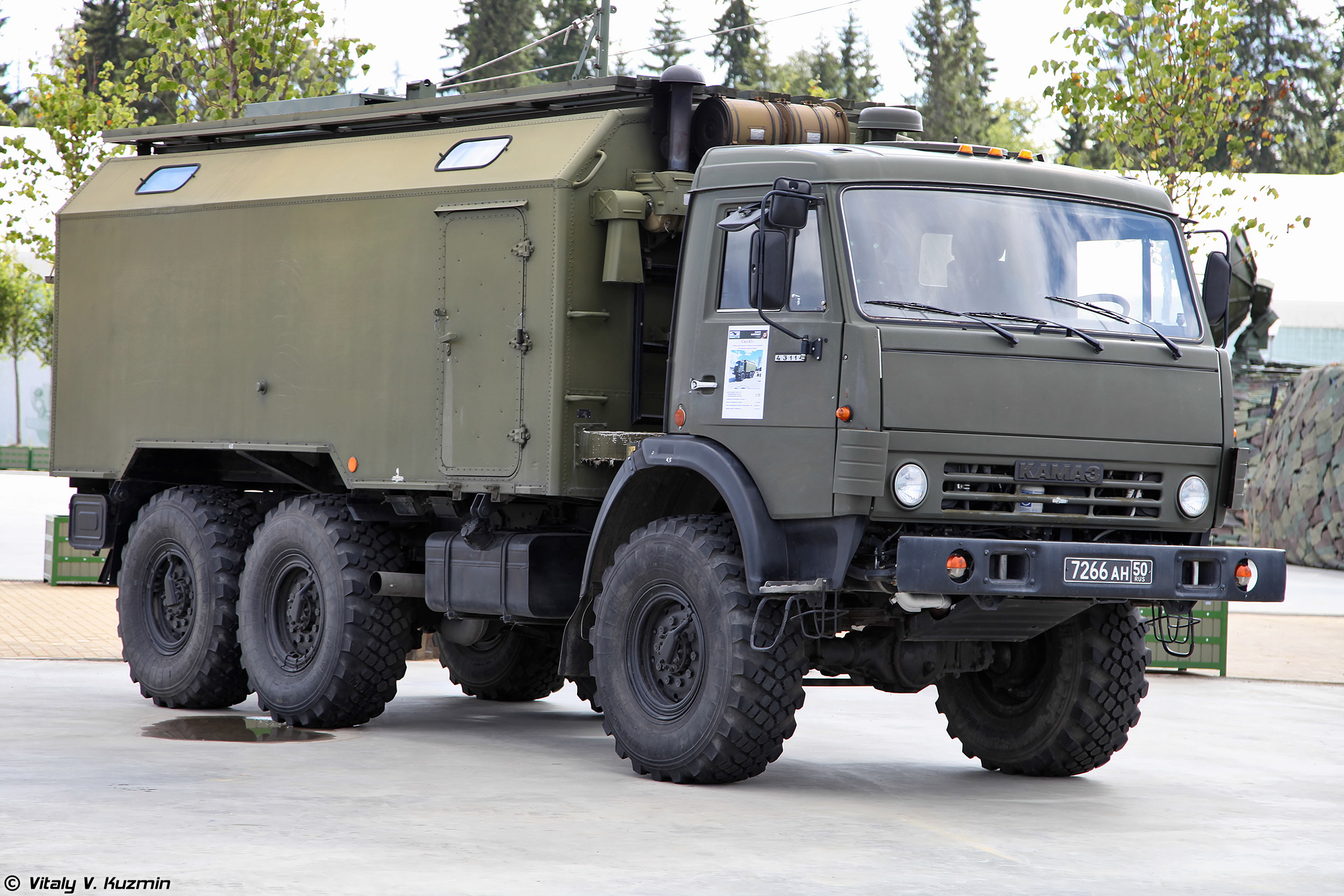
Машина комплексу пошуку та пеленгування джерел радіовипромінювань «Свет-КУ»

РБ-636 «Свет-КУ» та «Свет-ВСГ» — мобільний (КУ) та стаціонарний (ВСГ) засіб радіо-, та радіотехнічного контролю і захисту інформації від витікання через технічні канали бездротового зв'язку.
Призначений для оцінки електромагнітного оточення, пошуку, виявлення, та експрес-аналізу радіовипромінювання, а також визначення їх розташування та джерела в ОВЧ-, УВЧ-діапазонах, при спільній роботі з аналогічними стаціонарними і мобільними комплексами технічного контролю і радіотехнічної розвідки.

## Історія
Створений у ВАТ «СТЦ», Росія. Роботи над стаціонарною версією розпочались до 2010 року, прийнятий «Свет-ВСГ» на озброєння ЗС Росії також до 2010 року. Мобільна версія прийнята на озброєння в 2012 році.

## Характеристики
Склад комплексу: 
— «Свет-ВСГ» — стаціонарний антенний пост радіотехнічної розвідки з пунктом управління; 
— «Свет-КУ» — мобільний комплекс радіо-, радіотехнічного контролю і захисту інформації від витоків з технічних каналів бездротового зав'язку.
Може взаємодіяти з автоматизованим пунктом управління комплексним технічним контролем (АПУ КТК) «Лесс».
Комплекс «Свет-ВСГ» стаціонарний, та призначений для оцінки електромагнітного оточення, пошуку, виявлення, та експрес-аналізу радіовипромінювання, а також визначення їх розташування та джерела в ОВЧ-, УВЧ-діапазонах, при спільній роботі з аналогічними стаціонарними і мобільними комплексами технічного контролю і радіотехнічної розвідки.
Комплекс “Свєт-КУ” може приймати сигнали в діапазоні частот від 25 МГц до 18 ГГц. Ранній варіант комплексу РБ-636АМ2 базувався на шасі двохосьового “КамАЗ-4350”.

## Бойове застосування

### Російсько-українська війна
У квітні 2016 року ГУ Розвідки МО України виявило мобільні комплекси «Свет-КУ» на озброєнні російських бойовиків в населених пунктах Сміле, Кіровськ і Первомайськ.
Комплекс зафіксовано 19 серпня 2016 року в Луганську на перетині вулиць 50-річчя утворення СРСР і Курчатова.
В доповіді № 60/2020 СММ ОБСЄ було зазначено, що 10 березня 2020 року з БПЛА СММ малого радіуса дії було помічено 3 комплекси радіоелектронної боротьби: РБ-341В «Леер-3», Р-934Б «Синица» та РБ-636 «Свет-КУ» на території об'єкта на південь від Луганська. Волонтери групи «ІнформНапалм» встановили точні координати розташування виявлених машин, а також зазначили, що техніка знаходиться в похідному положенні.
29 травня 2021 року російський комплекс РБ-636 «Свєт-КУ» знову потрапив на фото. Цього разу БПЛА дальнього радіусу дії його помітили біля окупованого міста Новоазовськ (Донецька область, Україна). Про це йдеться у текстовій частині звіту СММ ОБСЄ № 125/2021 від 1 червня 2021 року.
28 серпня 2023 р. стало відомо що сили оборони України вперше знищили машину РБ-636 "Свет-КУ".
9 травня 2024 р. з'явилося відео ураження  РЕБ РБ-636АМ2 "Свєт-КУ" FPV-дроном у Брянській області[джерело?].

## Оператори
- Росія[1]
  - 2013 р., грудень — комплекси «Свет-ВСГ» поставлені до РВСП.
  - 2014 р. — розгортання комплексів «Свет-ВСГ» в позиційних районах РВСП.